# C.H. Robinson
C.H. Robinson Worldwide est une entreprise américaine de logistique qui fait partie de l'indice NASDAQ-100

## Historique
En décembre 2014, C.H. Robinson acquiert l'entreprise Freightquote.com, pour 365 millions de dollars.

## Activités
- Prestations de transport multimodal (sous traité)

- Achat, stockage et transport de produits frais[4].

## Actionnaires
Liste des principaux actionnaires au 16 novembre 2019:
| The Vanguard Group                               | 12,7% |
| SSgA Funds Management                            | 6,34% |
| First Eagle Investment Management                | 5,07% |
| Winslow Capital Management                       | 3,35% |
| Managed Account Advisors                         | 3,07% |
| BlackRock Fund Advisors                          | 3,05% |
| Fidelity Management & Research                   | 2,81% |
| Sands Capital Management                         | 2,76% |
| Scout Capital Management                         | 2,62% |
| T. Rowe Price Associates (Investment Management) | 2,41% |